# Frangy-en-Bresse
Frangy-en-Bresse és un municipi francès, situat al departament de Saona i Loira i a la regió de Borgonya - Franc Comtat. L'any 2007 tenia 601 habitants.

## Demografia

### Població
El 2007 la població de fet de Frangy-en-Bresse era de 601 persones. Hi havia 272 famílies, de les quals 93 eren unipersonals (32 homes vivint sols i 61 dones vivint soles), 114 parelles sense fills, 61 parelles amb fills i 4 famílies monoparentals amb fills.
La població ha evolucionat segons el següent gràfic:
Habitants censats

### Habitatges
El 2007 hi havia 399 habitatges, 276 eren l'habitatge principal de la família, 89 eren segones residències i 34 estaven desocupats. 385 eren cases i 13 eren apartaments. Dels 276 habitatges principals, 228 estaven ocupats pels seus propietaris, 37 estaven llogats i ocupats pels llogaters i 11 estaven cedits a títol gratuït; 1 tenia una cambra, 19 en tenien dues, 59 en tenien tres, 100 en tenien quatre i 97 en tenien cinc o més. 255 habitatges disposaven pel capbaix d'una plaça de pàrquing. A 149 habitatges hi havia un automòbil i a 97 n'hi havia dos o més.

### Piràmide de població
La piràmide de població per edats i sexe el 2009 era:
| Homes | Edats   | Dones |
| ----- | ------- | ----- |
| 0     | 95 o +  | 0     |
| 4     | 90 a 94 | 8     |
| 4     | 85 a 89 | 12    |
| 4     | 80 a 84 | 8     |
| 44    | 75 a 79 | 32    |
| 20    | 70 a 74 | 20    |
| 24    | 65 a 69 | 24    |
| 20    | 60 a 64 | 28    |
| 20    | 55 a 59 | 16    |
| 20    | 50 a 54 | 12    |
| 4     | 45 a 49 | 16    |
| 24    | 40 a 44 | 12    |
| 8     | 35 a 39 | 16    |
| 28    | 30 a 34 | 24    |
| 12    | 25 a 29 | 8     |
| 12    | 20 a 24 | 0     |
| 20    | 15 a 19 | 12    |
| 8     | 10 a 14 | 16    |
| 4     | 5 a 9   | 24    |
| 12    | 0 a 4   | 16    |

## Economia
El 2007 la població en edat de treballar era de 312 persones, 209 eren actives i 103 eren inactives. De les 209 persones actives 196 estaven ocupades (121 homes i 75 dones) i 13 estaven aturades (5 homes i 8 dones). De les 103 persones inactives 46 estaven jubilades, 20 estaven estudiant i 37 estaven classificades com a «altres inactius».

### Ingressos
El 2009 a Frangy-en-Bresse hi havia 275 unitats fiscals que integraven 609 persones, la mediana anual d'ingressos fiscals per persona era de 13.915 €.

### Activitats econòmiques
Dels 15 establiments que hi havia el 2007, 1 era d'una empresa alimentària, 1 d'una empresa de fabricació de material elèctric, 3 d'empreses de fabricació d'altres productes industrials, 1 d'una empresa de construcció, 2 d'empreses de comerç i reparació d'automòbils, 3 d'empreses de transport, 1 d'una empresa d'informació i comunicació, 1 d'una empresa financera, 1 d'una empresa immobiliària i 1 d'una empresa classificada com a «altres activitats de serveis».
Dels 4 establiments de servei als particulars que hi havia el 2009, 1 era una oficina de correu, 1 electricista, 1 perruqueria i 1 agència immobiliària.
Dels 2 establiments comercials que hi havia el 2009, 1 era una botiga de menys de 120 m² i 1 una fleca.
L'any 2000 a Frangy-en-Bresse hi havia 44 explotacions agrícoles que ocupaven un total de 1.232 hectàrees.

## Equipaments sanitaris i escolars
El 2009 hi havia una escola elemental integrada dins d'un grup escolar amb les comunes properes formant una escola dispersa.

## Poblacions més properes
El següent diagrama mostra les poblacions més properes.